# 2012年马来西亚青少年羽毛球锦标赛
2012年大马青少年羽毛球锦标赛，為第1屆大马青少年羽毛球锦标赛，是一項由世界羽联主辦予各國的青年羽毛球選手（19歲以下）參加的国际性羽毛球賽事。本屆賽事在马来西亚吉隆坡內的武吉加拉冠军体育館舉行。本届赛事吸引了各國青年好手共同参与，則於12月11日至12月16日舉行。

## 優勝者
| 項目             | 金牌                                   | 银牌                           | 铜牌                                                  |
| 男子單打（詳細） | 催率圭                                 | 西蒂空·塔马辛                  | 伍家朗                                                |
| 男子單打（詳細） | 催率圭                                 | 西蒂空·塔马辛                  | 宋浚洋                                                |
| 女子單打（詳細） | 李民知                                 | 金效旻                         | 蓬帕威·磋楚翁                                         |
| 女子單打（詳細） | 李民知                                 | 金效旻                         | 梁晓宇                                                |
| 男子雙打（詳細） | 阿里亚·毛拉纳·阿蒂亚塔玛 伊迪·苏巴蒂亚 | 哈菲兹·费萨尔 普特拉·伊卡·羅馬 | 李晉熙 伍家朗                                         |
| 男子雙打（詳細） | 阿里亚·毛拉纳·阿蒂亚塔玛 伊迪·苏巴蒂亚 | 哈菲兹·费萨尔 普特拉·伊卡·羅馬 | Darren Isaac Deva Dass 王耀新                         |
| 女子雙打（詳細） | Lee Sun Min 申昇瓚                     | 蔡侑玎 金志垣                  | Lya Ersalita 鲁斯丽·哈塔万                            |
| 女子雙打（詳細） | Lee Sun Min 申昇瓚                     | 蔡侑玎 金志垣                  | 马哈德维·伊斯特拉尼·尼·克图特 Ila Alvionitasari Putri |
| 混合雙打（詳細） | 催率圭 蔡侑玎                          | Chua Khek Wei 鍾慧琪           | 德差蓬·保乌拉努科 普蒂塔·素帕猜恭                     |
| 混合雙打（詳細） | 催率圭 蔡侑玎                          | Chua Khek Wei 鍾慧琪           | Dede Ryan Philip Erica Pei Shan Khoo                  |